# Devuélveme la vida
Devuélveme la vida é uma telenovela colombiana produzida e exibida pela emissora Caracol Televisión de 16 de abril a 15 de julho de 2024. É protagonizada por Paula Castaño e Jair Romero.

## Enredo
Ambientada entre as décadas de 1950 e 1970, a novela acompanha o surgimento de uma paixão proibida entre Mariana Azcárate , herdeira da plantação de algodão La Victoria, e Joaquín Mosquera, diarista afro.

## Elenco
- Paula Castaño como Mariana Azcárate
  - Maria José Camacho como Mariana Azcárate (jovem)
- Jair Romero como Joaquín Mosquera / Joseph Stewart
  - Sergio Herrera como Joaquín Mosquera / Joseph Stewart (jovem) / Joel "Joe" Mosquera Azcárate
- Jairo Camargo como Alfredo Azcárate
  - Carlos Manuel Vesga como Alfredo Azcárate (joven)
- Luis Gerónimo Abreu como Rogelio Benítez / Rogelio Azcárate
  - Ricardo Mejía como Rogelio Benítez / Rogelio Azcárate (jovem)
- Melanie Dell'Olmo como Sara "Sarita" Benítez Azcárate
- Maia Landaburu como Ofelia Arbeláez
- Modesto Lacen como Graciliano Mosquera
- Jefferson Quiñones como Graciliano Mosquera (jovem)
- Ana Harlen Mosquera como Virgelina de Mosquera
- Paola Valencia como Josefina "Jose" Mosquera (jovem)
- Kriss Cifuentes como Tino Domínguez
- Luigi Aycardi como Orlando Azcárate
- José Julián Gaviria como Abelardo Azcárate
- Marcela Agudelo como Magola Azcárate
- Héctor García como Ignacio Bernal
- Nikolás Rincón como Erick Guinand
- Adriana Osorio como Benancia
- Isa Mosquera como Imelda
- Leo Sosa Fuentes como Jesús Manrique
- Charlie Becerra como Federico Ayala
- Edward Rojas como Leonardo
- Tatiana Ariza como Jasmín
- Camila Jiménez
- Julio Sánchez Cóccaro como Carlos Frías
- Nina Caicedo como Carla
- Juan Carlos Arango como Coronel Mayorga
- Oebida Benavides como Maura
- Marlyn Dinas como Lisseth
- María Cecilia Sánchez como Eliana

## Produção
Em dezembro de 2022, Devuélveme la vida foi anunciado como parte da programação da Caracol Televisión para 2023. A série foi adiada para 2024.

## Audiência
| Horário               | # Eps. | Estreia             | Estreia           | Final               | Final           | Posição | Temporada | Classificação geral |
| Horário               | # Eps. | Data                | Primeiro capítulo | Data                | Último capítulo | Posição | Temporada | Classificação geral |
| --------------------- | ------ | ------------------- | ----------------- | ------------------- | --------------- | ------- | --------- | ------------------- |
| Segunda – Sexta 20h30 | 60     | 16 de abril de 2024 | 7.1               | 15 de julho de 2024 | *.*             | #1      | 2024      | *.*                 |